# Теодор II Ласкарис
Теодор II Дука Ласкарис (на гръцки: Θεόδωρος Β΄ Δούκας Λάσκαρις; Θεόδωρος Β΄ Λάσκαρις; Theodōros II Doukas Laskaris; Theodoros II Laskaris * декември 1221/януари 1222; † 18 август 1258) е император на Никейската империя от династията Ласкариди - син на император Йоан III Дука Ватаци и на Ирина Ласкарина. След като Йоан III Дука Ватаци умира през 1254 г. в Никея, той е коронован за император и властва в периода (3 ноември 1254 до 18 август 1258 г.).

## Управление
Получава много добро образование и се интересува от науки и изкуства, но е болен от епилепсия, което кара околните да го подценяват и е сред причините, в началото на управлението му никейските владения в Тракия да бъдат нападнати от българския цар Михаил II Асен (1255 г.). Теодор II обаче поема лично командването на войските и показва неочаквано добри резултати като пълководец. След като българите са победени, Михаил II е убит при заговор на негови приближени, а в България започва борба за властта. През това време никейският владетел присъединява повечето български територии в Тракия и Македония и овладява Епир с крепостта Драч.
Във вътрешнополитическо отношение, Теодор II Ласкарис фаворизира средната класа и засяга интересите на знатните родове, с което предизвиква тяхната опозиция. В резултат, някои от аристократите са заточени, включително и бъдещият император Михаил VIII Палеолог, обвинен в конспирация със селджуците от Рум.
През 1258 г. императорът умира след влошаване на състоянието си.

## Фамилия
Теодор II се жени за българската княгиня Елена Асенина, дъщеря на цар Иван Асен II и Анна-Мария Унгарска. От брака им се раждат шест деца, на пет от които имената са известни:
- Ирина Ласкарина Асенина, омъжена през 1257 г. за българския цар Константин Тих Асен (1257 – 1277)
- Мария, 1256 г., омъжена за Никифор I Комнин, деспот на Епир
- Теодора, омъжена за 1) сл. 1258 Матьо дьо Монс, барон на Велигости
- Евдокия Ласкарина Асенина, омъжена за граф Пиетро ди Вентимиля (1230 – 1278), граф на Вентимиля
- дъщеря, 1273 омъжена за Яков Светослав, феодал от руски произход, който управлява с титлата деспот част от Северозападна България[1]
- Йоан IV Дука Ласкарис, никейски император (1258 – 1261)